# Pedra de Portland

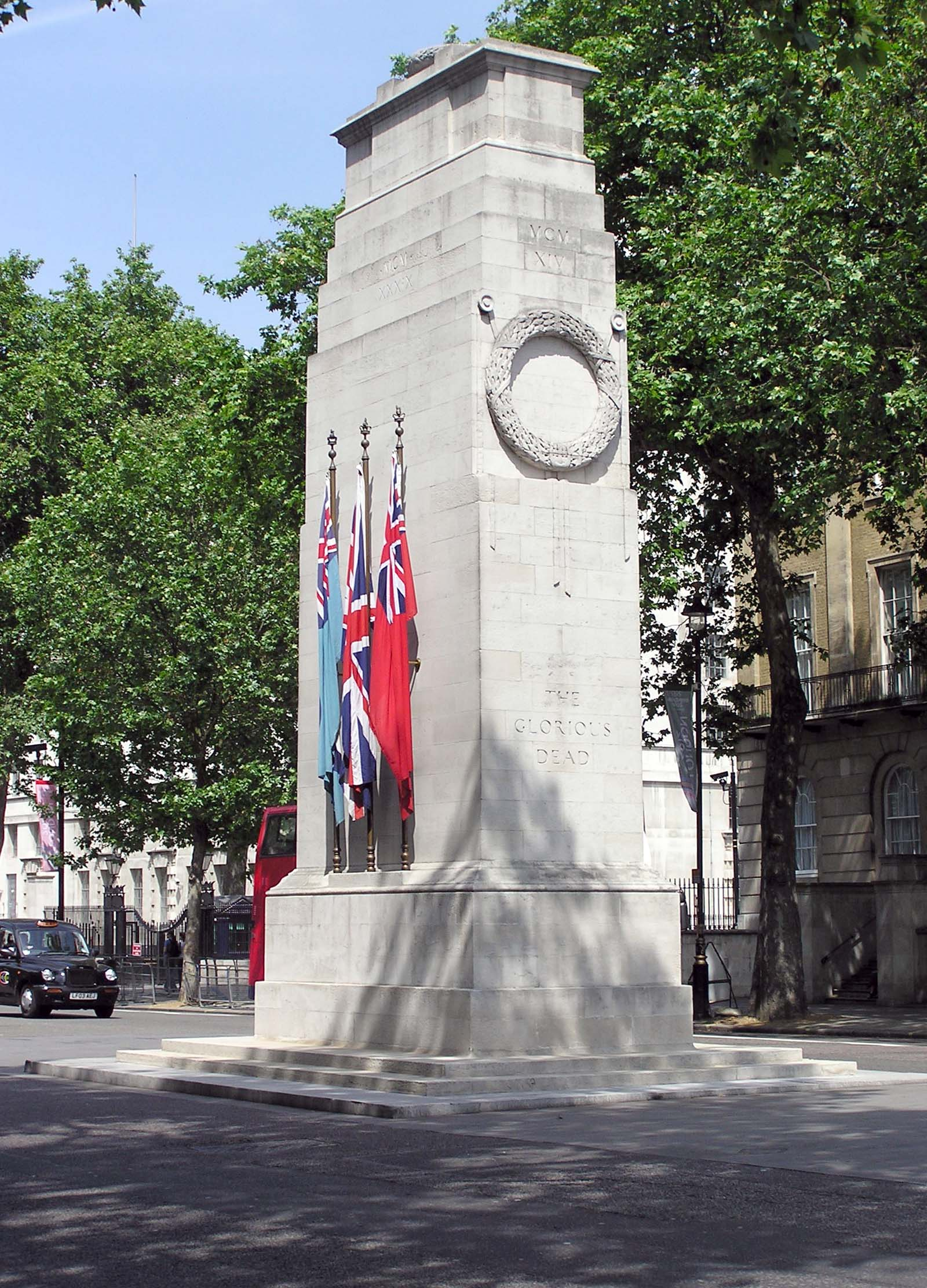
The Cenotaph, a Whitehall, Londres està fet amb pedra de Portland.

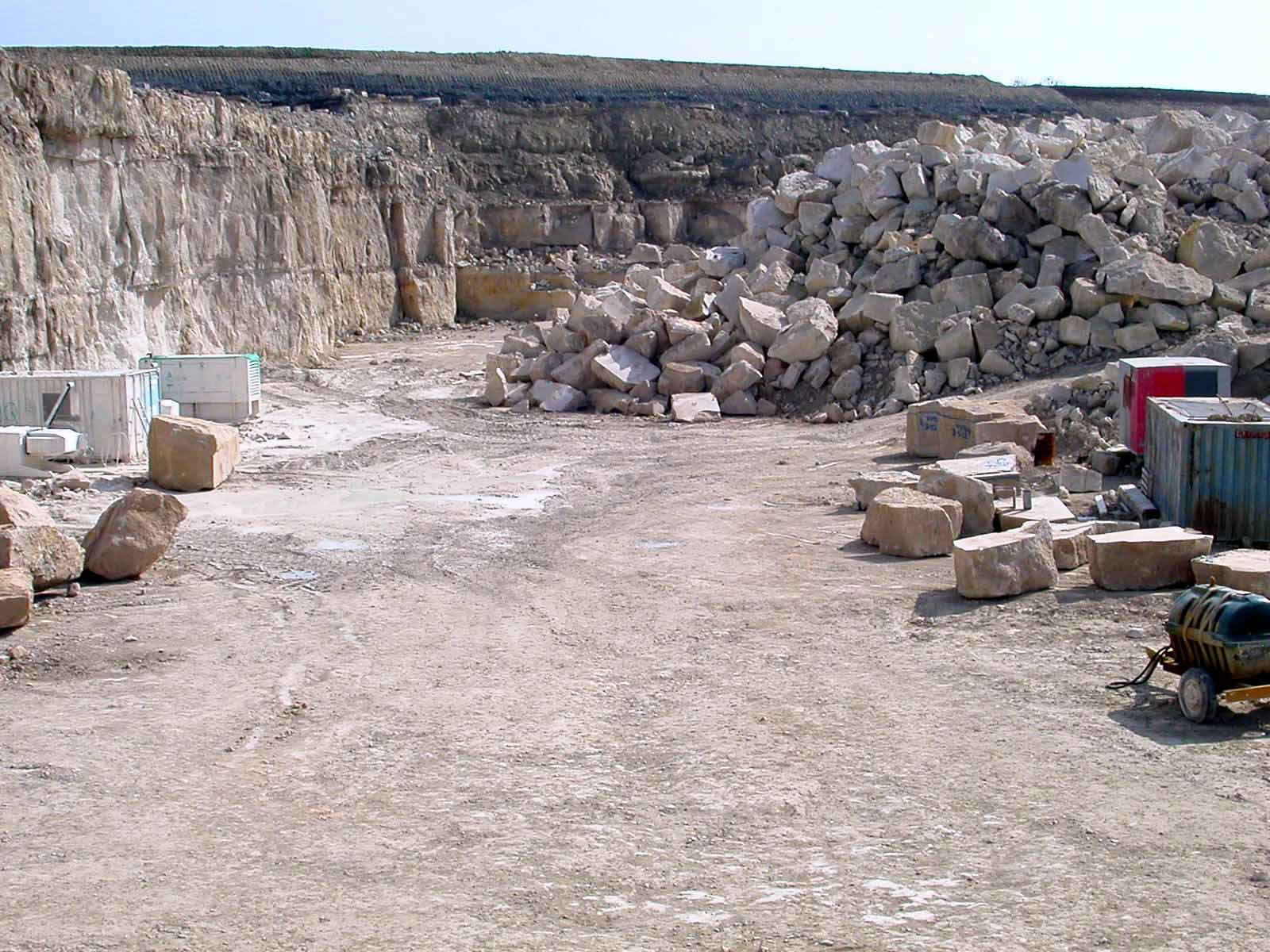
Pedrera de Portland Stone a l'Illa de Portland

La pedra de Portland (en anglès, Portland stone) és una pedra calcària del període Juràssic Tithonià que s'extreu de les pedreres de l'Illa de Portland, a Dorset. S'ha fet servir molt en la construcció d'edificis en totes les Illes britàniques, especialment en grans edificis de Londres com la St Paul's Cathedral i el Buckingham Palace. També s'exporta i, per exemple, s'ha fet servir en l'edifici de la seu de les Nacions Unides a Nova York.
La pedra de Portland ha estat designada per la Unió Internacional de Ciències Geològiques com a Global Heritage Stone Resource.